# Secretaría General de la Organización de los Estados Americanos
La secretaría general de la Organización de los Estados Americanos es el máximo cargo dentro de la Organización de Estados Americanos (OEA).

## Secretarios generales
| Número   | Nombre                 | Foto | País           | Ocupación   | Inicio período           | Fin período              |
| -------- | ---------------------- | ---- | -------------- | ----------- | ------------------------ | ------------------------ |
| 1        | Alberto Lleras Camargo |      | Colombia       | Periodista  | 7 de junio de 1947       | 31 de julio de 1954      |
| 2        | Carlos Dávila Espinoza |      | Chile          | Abogado     | 31 de julio de 1954      | 20 de octubre de 1955    |
| 3        | José Antonio Mora      |      | Uruguay        | Abogado     | 16 de enero de 1956      | 18 de mayo de 1968       |
| 4        | Galo Plaza Lasso       |      | Ecuador        | Economista  | 18 de mayo de 1968       | 7 de julio de 1975       |
| 5        | Alejandro Orfila       |      | Argentina      | político    | 7 de julio de 1975       | 31 de marzo de 1984      |
| 6        | João Clemente Baena    |      | Brasil         | Abogado     | 1 de abril de 1984       | 20 de junio de 1994      |
| 7        | César Gaviria Trujillo |      | Colombia       | Economista  | 15 de septiembre de 1994 | 15 de septiembre de 2004 |
| 8        | Miguel Ángel Rodríguez |      | Costa Rica     | Economista  | 15 de septiembre de 2004 | 15 de octubre de 2004    |
| Interino | Luigi R. Einaudi       |      | Estados Unidos | Licenciado  | 15 de octubre de 2004    | 26 de mayo de 2005       |
| 9        | José Miguel Insulza    |      | Chile          | Abogado     | 26 de mayo de 2005       | 25 de mayo de 2015       |
| 10       | Luis Almagro Lemes     |      | Uruguay        | Abogado     | 25 de mayo de 2015       | 30 de mayo de 2025       |
| 11       | Albert Ramdin          |      | Surinam        | Diplomático | 30 de mayo de 2025       | En el cargo              |

## Secretarios generales adjuntos (a la secretaría general) de la OEA
- William Manger (Estados Unidos) (1948-1958)
- William Sanders (Estados Unidos) (1958-1968)
- M. Rafael Urquía (El Salvador) (1968-1975)
- Jorge Luis Zelaya Coronado (Guatemala) (1975-1980)
- Val T. McComie (Barbados) (1980-1990)
- Christopher R. Thomas (Trinidad y Tobago) (1990-2000)
- Luigi R. Einaudi (Estados Unidos) (2000-julio de 2005)
- Albert Ramdin (Surinam) (19 de julio de 2005-2015)
- Néstor Méndez (Belice) (17 de julio de 2015[1]-2025)
- Laura Gil Savastano (Colombia) (2025-presente)